# 五和町
五和町（いつわまち）は、かつて熊本県の天草諸島の下島の北部に位置した町。天草郡に属した。

## 概要
「新たな飛躍と輝きのまち いつわ」を町の標語に掲げていた。
2006年（平成18年）3月27日に本渡市、牛深市、天草郡有明町、御所浦町、倉岳町、栖本町、新和町、天草町、河浦町と合併し、天草市となった。かつての町域は天草市五和町となっている。

## 地理
天草諸島の下島の北部に位置した。
有明海に至る早崎瀬戸に面している。町の北部に位置する通詞島の沖合いには約200頭のミナミバンドウイルカが回遊しており、イルカウォッチングを楽しむことができる。
- 山：天神山
- 海：有明海、早崎瀬戸
- 川：内野川
- 島：通詞島、亀島

## 歴史
- 1955年（昭和30年）5月1日 - 天草郡御領村・鬼池村・二江町・手野村・城河原村が合体して五和町が発足。
- 2006年（平成18年）3月27日 - 本渡市・牛深市・御所浦町・倉岳町・栖本町・新和町・天草町・河浦町・有明町と合併し、天草市となる。

## 行政
- 市議会議員　：　宮下幸一郎（みやしたこういちろう）当選3回
- 町長：伊藤山陽（いとうさんよう）（2002年7月 - ）3期目

## まちづくり振興会
- 城河原地域づくり振興会　：　天草市五和町手野一丁目367-1
- 手野まちづくり振興会　：
- 二江まちづくり振興会　：
- 鬼池まちづくり振興会　：
- 御領まちづくり振興会　：

## 経済

### 産業
町の特産品は、いくり、菊芋、車エビ、伊勢エビ、ウニ、アワビ、サザエ、ワカメ、メカブ、トサカ、タコなどの海の幸、温州みかん、ポンカン、デコポン、ネーブル、晩柑、ビワ、イチゴなどの山の幸とも豊富に取れる。また、それらを加工した、たこの花、たこの燻製、かじめの味噌漬、かじめそぼろ、びわゼリーなどもある。たこの花とは、たこを日干しした後に、鰹節のように削ったものである。

## 教育

### 小学校
- 天草市立五和小学校

### 中学校
- 天草市立五和中学校

## 交通
2000年3月に町内に天草飛行場が開港した。鬼池港と合わせて天草の玄関口として機能している。

### 空港
- 天草飛行場

### 鉄道路線
五和町内には鉄道路線がないが、九州産業交通バスで本渡市を経由して、JR鹿児島本線 熊本駅・宇土駅や三角線 三角駅に出ることができる。

### 航路
- 鬼池港 - 口之津港（口之津町）

### 道路
一般国道
- 国道324号

県道
- 熊本県道47号本渡五和線
- 熊本県道281号坂瀬川御領線
- 熊本県道284号坂瀬川鬼池港線
- 熊本県道334号天草空港線

### 路線バス
- 九州産業交通バス
  - 本渡バスセンター行き
  - 富岡港行き
  - 通詞行き
  - 鬼池港行き

## 名所・旧跡・観光スポット・祭事・催事

### 名所・旧跡
- 五和上野原神社大クス（楠）天草市景観重要樹木指定
- キリシタン墓碑公園

### 観光スポット
- イルカウォッチング（鬼池港、二江港）
- 鬼の城公園
- 亀島
- 天神山
- 完全天日塩製塩所
- ソルトファーム
- ユメール（総合交流ターミナル施設）
- 風力発電所

### 祭事
- イルカの海開き（3月下旬）
- ほたるフェスタ（５月下旬）（城河原）
- 森のちから海のちからキャンプ（8月上旬）（亀島）
- アカペラ合宿（８月）（城河原）
- 鬼んピック（8月下旬の日曜日）（鬼の城公園）
- お魚釣りING（ツーリング）（10月の上旬 - 中旬のうちの日曜日または祝祭日）
- オレンジマラソン大会（11月23日）
- 通詞大橋イルミネーション（12月中旬 - 1月3日）

## 出身者
- 花龍真吾（元大相撲力士）